# قسم سيمينة رود الريفي (مقاطعة بهار)
قسم سیمینة رود الريفي (بالفارسية: دهستان سیمینه‌رود) هي منطقة ريفية تقع في إيران في قسم. يقدر عدد سكانها بـ 13,243 نسمة .